# 克列巴尼夫卡
49°34′57″N 26°1′27″E / 49.58250°N 26.02417°E
克列巴尼夫卡（烏克蘭語：Клебанівка），是烏克蘭的村落，位於該國西部捷爾諾波爾州，由捷尔诺波尔区負責管轄，始建於1463年，面積2.47平方公里，2001年人口508，人口密度每平方公里205.8人。